# CNH Global
CNH Global war eine Aktiengesellschaft für Landtechnik und Baumaschinen, die aus den Unternehmen Case und New Holland entstand. CNH Global verschmolz später mit dem Mehrheitsbesitzer Fiat Industrial zu CNH Industrial.
CNH war nach Deere & Company der zweitgrößte Produzent von Landmaschinen weltweit. Die mehr als 30.000 Mitarbeiter von CNH Global erzielten im Jahr 2012 einen Umsatz von 19,4 Milliarden US-Dollar.
Zu dem Konzern gehörten die im Geschäftsfeld Agricultural Equipment zusammengeführten drei Marken Case IH, New Holland und Steyr. Die Baumaschinen wurden unter den Marken Case und New Holland Construction vertrieben.

## Geschichte
Im November 1999 kaufte die New Holland N.V. die Case Corporation und benannte sich in CNH Global N.V. um. Die Europäische Union stimmte zu, weil mehrere Geschäftsbereiche, Fabriken und Baureihen, überwiegend von Case, an Wettbewerber abgegeben wurden. Zu den Auflagen der Fusionskontrolle gehörte der Verkauf der Marke McCormick und des Werks in Doncaster (GB), welche an die Argo-Gruppe der italienischen Familie Morra gingen, sowie der Sparten Versatile (an die kanadische Buhler Industries) und Fermec (an die US-amerikanische Terex). Am Standort Österreich bewirkte CNH eine Ausweitung des Exports.

## Konzernstruktur
CNH Global war ein Unternehmen nach niederländischem Recht und wurde an der New York Stock Exchange (NYSE) gehandelt. Das Unternehmen erstellte seine Geschäftsabschlüsse auf Quartalsbasis nach US-GAAP. Mit dem Jahr 2002 begann eine Beteiligung von CNH an dem Unternehmen Kobelco Construction Machinery von Kobe Steel, die mit dem Jahr 2012 endete. Kobelco entwickelt und produziert Hydraulikbagger, die CNH abseits Asiens und Australiens exklusiv vermarkten durfte und teilweise mit Lizenz fertigt.
Zum 31. Dezember 2012 besaß CNH weltweit 37 Produktionsstätten und ein Vertriebsnetz von ungefähr 11.500 Vollsortiment-Händlern und -Vertretungen, das sich über rund 170 Länder erstreckte.
Seit 2006 hatte die Europazentrale der Marken Case IH und Steyr ihren Sitz in St. Valentin (Niederösterreich), wo Steyr bereits vor der Fusion eine Produktionsstätte hatte.

### Marken
CNH vertrieb seine Produkte weltweit über die zwei Markenfamilien Case und New Holland. Case IH (gemeinsam mit Steyr in Europa) und New Holland bilden die Markenfamilie für Landmaschinen, Case CE und New Holland Construction (gemeinsam mit Kobelco in Nordamerika) die Markenfamilie für Baumaschinen. Jede Marke bot eigene Ersatzteil- und Kundendienstleistungen.
Ebenfalls gehörten zu CNH Global noch die derzeit nicht vertriebenen Marken Braud, Claeys, Poclain, Fiatagri, Flexicoil, Fordson, International Harvester sowie O&K.

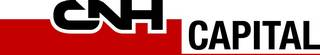
Logo CNH Capital

CNH Financial Services bot Händlern und Kunden in Nordamerika, Australien, Brasilien und Westeuropa Finanzierungsdienstleistungen an. Die Endkundenfinanzierung findet in Westeuropa über ein Joint-Venture mit der BNP Paribas Lease Group statt.